# قمرة (برنامج)
برنامج قُمْرَة هو برنامج عبارة عن منصة إعلامية متاحة للمشاركة من كل دول العالم لمن يرغب، وذلك بالدخول إلى الموقع الإلكتروني الذي تم الإعلان عنه في نهاية عام 2015 للتعرّف على الشروط والمواضيع التي يمكن المشاركة بها وبإمكان أي راغب بالمشاركة أن ينتج فيديو لا يزيد عن 3 دقائق، بشرط أن يكون هادف ومؤثر وجذاباً ومبتكراً وليس بأسلوبٍ تقليدي، وبعد ذلك يقوم بإرساله إلى الموقع وبعد ذلك يتم اختيار أفضل المشاركات وعرضها في البرنامج. وعرض البرنامج تتم على مرحلتين الأولى عرض المشاركات على قناة MBC خلال شهر رمضان 2016، بحيث تكون كل حلقة تحتوي على عدد من المشاركات المرشحة والتي تستهدف نفس موضوع الحلقة، ثم في مرحلة لاحقة بعد رمضان يكون خلالها توزيع الجوائز على المشاركين الفائزين بالاختيار. البرنامج من تقديم أحمد الشقيري، المعروف ببرنامجه الشهير خواطر الذي تم عرضه لمدة 11 موسم.

## نهاية خواطر
في خواطر 11 أعلن الشقيري أنه سيكون آخر موسم/ وفي الحلقة الاخيرة من البرنامج أعلن عن أفكار عديدة تكون منها برامج متنوعة تصب في نفس الهدف للبرنامج منها برنامج قصير اسمه صمتاً الذي كان يتحدث عن فكرة بسيطة لدقيقتين تقريبا بعد نهاية حلقة خواطر 11. بعد ذلك تم الإعلان عبر قناة أم بي سي عن البرنامج في فيديو قصير يلخص فكرته وطريقة المشاركة به.

## فكرة البرنامج
البرنامج عمومًا هو منصة عالمية لموضوعات محددة من البرنامج أو يحددها المشاركون وتكون فيديوهات لا تزيد مدتها ثلاث دقائق بحيث تكون هادفة وجذابة وعامة وتخدم أهداف البرنامج وشعاره وهو #عبر باحسان، ويمكن للجميع المشاركة سواء باللغة العربية أو أي لغة أخرى ومن أي مكان بالعالم. يعتمد البرنامج بالكامل على عرض إنتاجات المشاركين الإعلامية، لذا فهو البرنامج التفاعلي الأول من نوعه على الشاشات العربية والذي يتلقى محتواه من الجمهور.

## المشاركة
يتم المشاركة باختيار موضوع من المواضيع المطروحة في موقع البرنامج ثم رفع فيديو مدته لا تزيد عن ثلاث دقائق قبل 15 مارس 2016. ومن المواضيع المطروحة بالبرنامج، كبار السن، حقوق الإنسان، الزواج، اللاجئون، الزواج، حقوق العمال الوافدين، والمجالات الفكرية الإسلام، وتعايش المسلمين في البلاد غير المسلمة، الاكتئاب، الأخطاء الطبية، حوادث السيارات، الأنظمة الغذائية.
وايضا قسم خارج الصندوق ويشمل اختراعات، وخدمات إبداعية، ومستقبل مواهب، وأمل من تحت الأنقاض، إلى جانب مواضيع أخرى.

### المراحل
- التسجيل: بدأت مرحلة التسجيل واستقبال المشاركات ابتداء من 17 ديسمبر 2015 عبر الموقع الإلكتروني للبرنامج Qomrah.tv
- التصفية والترشيح: تنتهي فترة التسجيل بتاريخ 15 مارس 2016، وعندها تقوم لجان التصفية والترشيح باختيار أفضل المشاركات للظهور في برنامج قُمرة في رمضان من عام 2016.
- إعلان المرشحين: يتم إعلان أسماء المرشحين للظهور في البرنامج بتاريخ 31 مايو وبعدها ستقوم لجان التصفية والترشيح باختيار أفضل المشاركات للظهور في برنامج قُمرة
- التحكيم: تقوم لجنة التحكيم بتقييم المشاركات الأصلية للمتسابقين، وتقوم باختيار الثلاث فائزين من الفئتين (الشركات والأفراد) من بين جميع المشاركات.
- التصويت لجائزة الجمهور: تعرض المشاركات الأصلية للمتسابقين من كل حلقة على موقع البرنامج ويفتح باب التصويت على المشاركات من قبل الجمهور على الموقع الإلكتروني للبرنامج ليتم اختيار فائز واحد بجائزة الجمهور.[4]

## الجوائز
تتوزع جوائز البرنامج على فئتين، الافراد والشركات، ويحصل الفائزون من كل فئة على الجوائز التالية:
الفائز الأول:
- جائزة مادية قيمتها 500,000 ريال سعودي، والفوز بلقب المركز الأول في جائزة قُمرة للإحسان الإعلامي
- الفائز الثاني: جائزة مادية قيمتها 300,000 ريال سعودي، الفوز بلقب المركز الثاني للجائزة
- الفائز الثالث: جائزة مادية قيمتها 200,000 ريال سعودي، والفوز بلقب المركز الثالث للجائز
- جائزة الجمهور: فهي جائزة مادية قيمتها 100,000 ريال سعودي

## حلقات البرنامج

### قمرة 1
| رقم الحلقة | عنوان الحلقة       |
| ---------- | ------------------ |
| 1          | حلقة تعريفية       |
| 2          | الطفل              |
| 3          | العنصرية           |
| 4          | العزابية           |
| 5          | السيارة            |
| 6          | اللاجئ             |
| 7          | الآخر              |
| 8          | العامل             |
| 9          | الصحة              |
| 10         | الأخلاق            |
| 11         | التنمر             |
| 12         | العطاء             |
| 13         | الشبكات الاجتماعية |
| 14         | الموهبة            |
| 15         | الشفاء             |
| 16         | #قمرةـالمرأة       |
| 17         | الأمل              |
| 18         | الحياة             |
| 19         | الإرهاب            |
| 20         | تمكين              |
| 21         | المسافر            |
| 22         | الاختراعات         |
| 23         | الإسراف            |
| 24         | السياحة            |
| 25         | التعليم            |
| 26         | الأكل              |
| 27         | حق التعليم         |
| 28         | الإشاعات           |
| 29         | منوعات             |
| 30         | الرياضة            |

## روابط خارجية
- اعلان برنامج قمرة الذي عرض في ديسمبر 2015
- الموقع الرسمي للبرنامج qomrah.tv
- موقع شركة تام tam.sa
- فيديو توضيح عن البرنامج من احمد الشقيري
- لقاء مع احمد الشقيري حول ايقاف خواطر وبرنامج قمرى على huffpostarabi.com